# Arkadij Awierczenko
Awierczenko (Awerczenko) Arkadij Timofiejewicz, ros. Аверченко, Аркадий Тимофеевич. Ur. 18 marca 1881 w Sewastopolu; zm. 12 marca 1925 w Pradze. Rosyjski pisarz, satyryk i humorysta. Zwany był przez współczesnych "królem śmiechu".
Od 1908 dołączył do czasopisma "Satirikon", a w 1913 został jego redaktorem naczelnym. 
W jednym ze swych pierwszych zbiorków Wesołe ostrygi, w sarkastyczny sposób portretuje polityków i działaczy okresu rządów Stołypina.

## Wybrane utwory jakie ukazały się w języku polskim
Notatki cynika, Warszawa, Tow. Wyd. "Rój", 1927
Humoreski, Warszawa, Iskry, 1966.
Pies łańcuchowy i inne humoreski, Łódź, Krajowa Agencja Wydawnicza, 1988.